# Mitteldeutsches Trockengebiet
Das Mitteldeutsche Trockengebiet ist eine besonders niederschlagsarme Region in Deutschland, die sich über Sachsen-Anhalt und Thüringen erstreckt. Der
Begriff findet vor allem in der Botanik Verwendung, um die Verbreitung von Pflanzen in Deutschland zu beschreiben, die speziell an Trockenheit und Wärme angepasst sind. Viele dieser Arten sind in ihrer bundesweiten Verbreitung auf das Mitteldeutsche Trockengebiet und wenige andere Regionen mit ähnlichen Lebensbedingungen beschränkt und zum Teil stark gefährdet. Sie gelten als Xerothermrelikte einer in der Nacheiszeit deutlich weiteren Verbreitung.

## Geographie

### Ausdehnung und Lage
Das Mitteldeutsche Trockengebiet erstreckt sich in West-Ost-Richtung vom Östlichen Harzvorland und dem Kyffhäuser bis an die Saale. Seine südlichen Ausläufer ragen bis in das nördliche Thüringer Becken. Die besonders trockenen Kernbereiche liegen im Mansfelder Land und entlang des Unstruttals zwischen Artern und Freyburg. Das Mitteldeutsche Trockengebiet ist das größte zusammenhängende Gebiet seiner Art in Deutschland.

### Geologie
Die Ausgangssubstrate für die Bodenbildung sind vielfältig und reichen von Buntsandstein, Muschelkalk, Gips/Anhydrit bis Löss. Dies bedingt einen unterschiedlichen Chemismus des Bodens, was sich lokal in den Pflanzengesellschaften widerspiegelt.

## Klima
Regenreiche atlantische Westwinde treffen zuerst auf den Harz und das Nordthüringer Hügelland, welche dem Mitteldeutschen Trockengebiet vorgelagert sind. Die Wolken regnen sich an deren Luv-Seite ab, was auf der Lee-Seite äußerst geringe jährliche Niederschlagsmengen von stellenweise weniger als 500 mm zur Folge hat. Die Winter sind vergleichsweise mild.

## Flora
Die an Trockenheit und Wärme angepasste Flora (sog. Xerothermvegetation) lässt sich verschiedenen Biotoptypen zuordnen:

### Volltrockenrasen auf Kalk
Volltrockenrasen befinden sich im oberen Bereich von sonnenexponierten Hängen und sind durch gering entwickelte Bodenbildung, extreme Erwärmung im Sommer sowie starke Austrocknung charakterisiert.
| wissenschaftlicher Name | Trivialname               | Rote Liste | Anmerkungen                                                                         |
| ----------------------- | ------------------------- | ---------- | ----------------------------------------------------------------------------------- |
| Anthericum liliago      | Traubige Graslilie        | V          |                                                                                     |
| Helianthemum canum      | Graues Sonnenröschen      | 3          |                                                                                     |
| Hornungia petraea       | Kleine Felskresse         | 2          |                                                                                     |
| Iris aphylla            | Nacktstängel-Schwertlilie | 2          | auch in Trockengebüschsäumen; bundesweit ausschließlich Vorkommen in Sachsen-Anhalt |
| Oxytropis pilosa        | Zottiger Spitzkiel        | 2          |                                                                                     |
| Seseli hippomarathrum   | Pferde-Sesel              | 2          |                                                                                     |
| Sesleria caerulea       | Kalk-Blaugras             | u.         |                                                                                     |
| Stipa pulcherrima       | Großes Federgras          | 2          |                                                                                     |
| Teucrium montanum       | Berg-Gamander             | V          |                                                                                     |

### Halbtrockenrasen auf Kalk

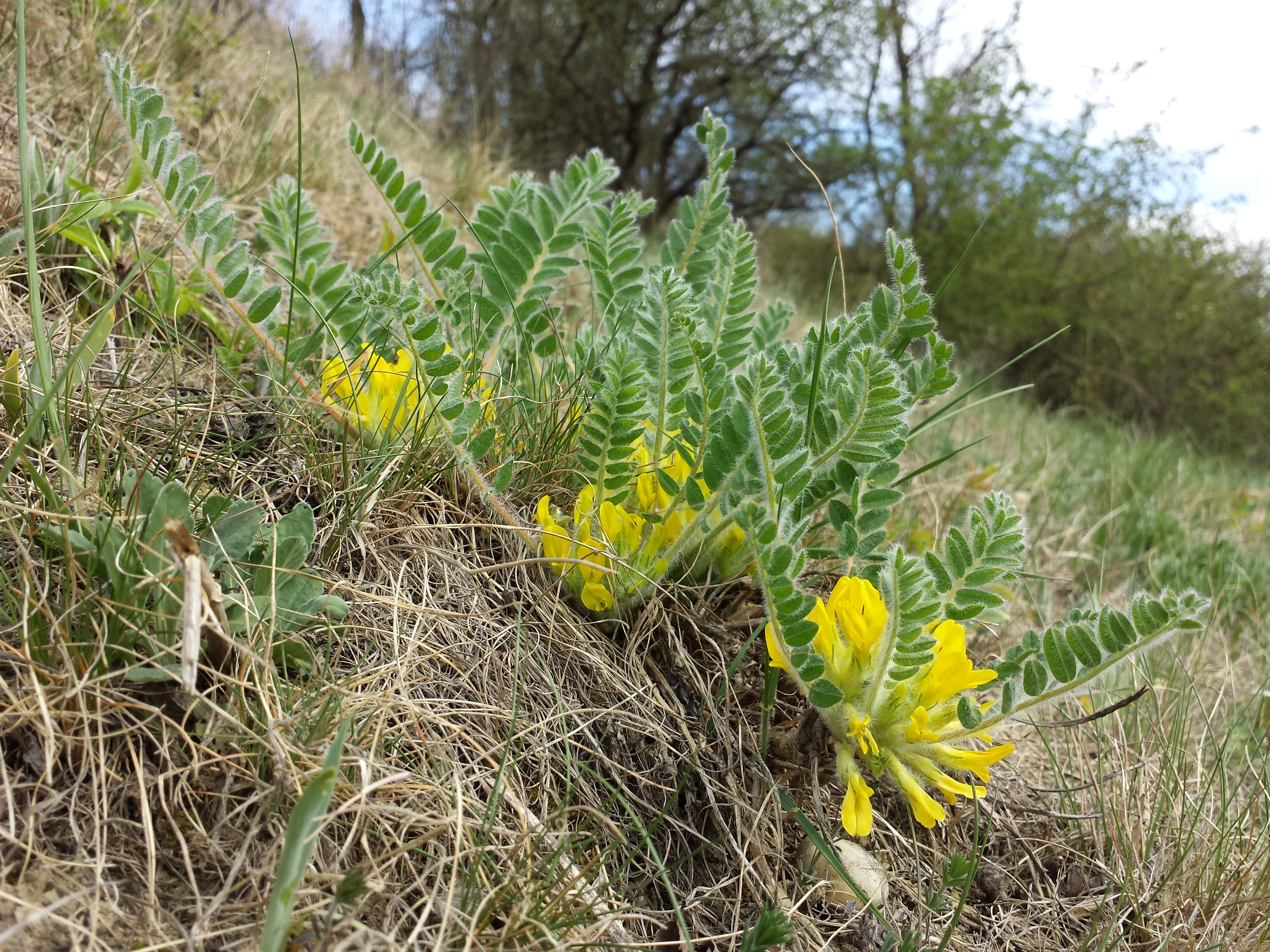
Der Boden-Tragant ist ein Beispiel für eine kontinentale Steppenrasen-Art und kommt bundesweit nur im Mitteldeutschen Trockengebiet vor.

Halbtrockenrasen haben oft eine Lössauflage und zeichnen sich durch weniger extreme Bedingungen aus.
| wissenschaftlicher Name | Trivialname                | Rote Liste | Anmerkungen                            |
| ----------------------- | -------------------------- | ---------- | -------------------------------------- |
| Adonis vernalis         | Frühlings-Adonisröschen    | 3          | auch auf Volltrockenrasen              |
| Anthericum ramosum      | Rispige Graslilie          | V          |                                        |
| Astragalus exscapus     | Boden-Tragant              | 2          | auch auf Volltrockenrasen              |
| Gentianopsis ciliata    | Gewöhnlicher Fransenenzian | V          |                                        |
| Pulsatilla vulgaris     | Gewöhnliche Kuhschelle     | 3          | auch auf Sand- und Silikattrockenrasen |

### Trockenrasen auf Gips
| wissenschaftlicher Name | Trivialname              | Rote Liste |
| ----------------------- | ------------------------ | ---------- |
| Gypsophila fastigiata   | Ebensträußiges Gipskraut | 3          |

### Trockene Äcker
| wissenschaftlicher Name | Trivialname             | Rote Liste |
| ----------------------- | ----------------------- | ---------- |
| Bupleurum rotundifolium | Rundblättriges Hasenohr | 2          |
| Caucalis platycarpos    | Acker-Haftdolde         | 2          |
| Melampyrum arvense      | Acker-Wachtelweizen     | 3          |

### Trockene Waldsäume und Gebüsche
| wissenschaftlicher Name     | Trivialname           | Rote Liste |
| --------------------------- | --------------------- | ---------- |
| Aegonychon purpurocaeruleum | Blauroter Steinsame   | V          |
| Dictamnus albus             | Diptam                | 3          |
| Melampyrum cristatum        | Kamm-Wachtelweizen    | 3          |
| Melampyrum nemorosum        | Hain-Wachtelweizen    | V          |
| Peucedanum cervaria         | Hirschwurz-Haarstrang | V          |

Quelle der Art-Auswahl je Biotoptyp:
Rote-Liste-Kürzel
2: stark gefährdet

3: gefährdet

V: Vorwarnliste

u.: ungefährdet